# Las Cabezas de San Juan
Las Cabezas de San Juan település Spanyolországban, Sevilla tartományban. Las Cabezas de San Juan Lebrija, La Puebla del Río, Utrera és Espera községekkel határos. Lakosainak száma 16 410 fő (2024).

## Népesség
A település népessége az elmúlt években az alábbi módon változott:
| Lakosok száma | 15 655 | 15 937 | 16 239 | 16 464 | 16 562 | 16 546 | 16 418 | 16 417 | 16 386 | 16 410 |
|               | 2001   | 2004   | 2007   | 2009   | 2012   | 2014   | 2017   | 2019   | 2022   | 2024   |

## Híres személyek
- Carlos Marchena, világ- és Európa-bajnok labdarúgó.